# 賴沛君
賴沛君（Lai Pei Jing，1992年8月8日—），出生於彭亨關丹，客家人，馬來西亞女子羽毛球运动员。

## 簡歷
赖沛君小时候在姐姐和哥哥的引导之下接触羽毛球運動。到10岁那年，她在跟兄姊打球时刚好被一位州队教练看上，就邀请她去他的团接受训练。她在剛開始時专攻女单，12岁那年已拿到了州际冠军，翌年更被选入体校。及至中四那年，她在几位教练的劝告之下，開始弃单从双，主攻雙打項目。

### 2009-2010年 國際賽首冠
2009年10月，賴沛君代表马来西亚出戰馬來西亞亞羅士打舉行的世界青年錦標賽，助馬來西亞贏得混合團體亞軍。2010年3月，賴沛君在亞洲青年錦標賽助隊伍獲得混合團體亞軍，在混合雙打項目亦搭檔区耀汉晉級決賽，但因腳踝傷勢退賽。接著在4月參加世界青年錦標賽，除了贏得混合團體季軍外，亦與区耀汉合作贏得混合雙打季軍。11月，她与陳儀慧參加馬來西亞國際挑戰賽，在女双决赛以2比0（21-15、21-10）击败了赛会3号种子、印尼的盖比·里斯蒂亚妮·伊马万／蒂亚拉·罗萨莉娅·努莱达赫，夺得生涯首座国际赛冠军。

### 2011-2013年
賴沛君自2010年尾開始與陳毅權組成混合雙打搭檔，被視為馬來西亞混雙繼陈炳顺／吴柳萤之後的新希望。2011年，賴沛君／陳毅權在新加坡國際系列賽、越南大獎賽晉級四強。11月，兩人在馬來西亞國際挑戰賽混雙決賽以2比0（21-18、21-17）擊敗印尼組合，奪得冠軍。
2012年8月，賴沛君／陳毅權在越南大獎賽的混合雙打決賽中，以0比2（21-23、18-21）不敵印尼的马尔基斯·基多/皮娅·泽巴迪娅·贝尔纳德特，屈居亞軍。2013年4月，賴沛君／陳毅權在馬來西亞黃金大獎賽混双决赛以1比2（22-20、13-21、17-21）不敌印尼强档的普拉文·乔丹/维塔·玛丽莎。8月，她參加在中國廣州舉行的世界錦標賽，與陳毅權出戰混合雙打項目，兩人在首輪賽事面對中國的陶嘉明／汤金华；第一局比賽戰至20-20時，因計分板失靈及裁判計分失誤，記錄卻維持在19-20；大馬領隊陳錦興及主教練陳金和馬上提出抗議，但是大會裁判長維持新西蘭籍裁判的計分。結果，陳毅權自己發球丟分，以19-21丟失首局；至次局，二人的情緒亦受波動，致以7-21迅速落敗。

### 2014-2015年
2014年，由於馬來西亞第一混雙之一的吴柳萤因膝蓋傷勢進行手術治療，賴沛君遂被安排與陳炳順搭配。賴沛君／陳炳順搭檔以來，曾在該年奧地利國際挑戰賽晉級決賽，亦於英聯邦運動會羽毛球比賽晉級四強。兩人合作直到2015年初吴柳萤傷癒復出為止。

### 2016-2017年
2016年，馬來西亞羽总技术总监弗洛斯特意識到賴沛君和陳裖荃（原名陳毅權）陷入瓶颈，在国际赛一直没有突破；於是便安排剛从男单转打男双的陈健铭跟她搭档，而陳裖荃則改与白燕微合作。结果新組合在兩个多月內打了四个国际赛，其後更在大马精英赛以黑马姿態勇夺亚军。然而賴沛君鑑於自己身体条件不算出色，兼项很难打出好成绩，必需作出取捨，故主動向混双教练陈仪慧表示愿意放弃女双，今后只专攻混双。之後兩人在這一年還曾闖入波蘭公開賽、中華台北公開賽、印尼大師賽決賽，在越南大獎賽和泰國黃金大獎賽奪冠。
2017年1月，賴／陈時隔一年再度出战馬來西亞大師賽，在混双决赛以2比0（21-17、21-9）击败了队友吳順發／賴潔敏，赢得冠军。

### 2021年 成為自由人
2021年2月，马来西亚羽毛球协会認為賴沛君在世界羽联于泰国补办的两站世界巡回赛及总决赛表现不佳，決定將她從國家隊開除，搭檔陈健铭虽然获得国家队留用，但选择与赖沛君同进退，以自由人身份延续对东京奥运参赛权的追逐。
2022年4月，賴／陈於韓國公開賽決賽以直落二（21-15、21-18）擊敗地主國選手高成炫／嚴惠媛，時隔5年再度奪冠。

## 主要比賽成績
只列出曾進入準決賽的國際賽事成績：
| 年份   | 賽事                     | 公開賽級別 | 項目     | 搭檔   | 成績   |
| ------ | ------------------------ | ---------- | -------- | ------ | ------ |
| 2009年 | 樂魚羽毛球國際系列賽     | 國際系列賽 | 混合雙打 | 区耀汉 | 準決賽 |
| 2009年 | 越南羽毛球大獎賽         | 大獎賽     | 女子雙打 | 黄惠恩 | 準決賽 |
| 2010年 | 馬來西亞羽毛球國際挑戰賽 | 國際挑戰賽 | 女子雙打 | 陳儀慧 | 冠軍   |
| 2011年 | 新加坡羽毛球國際系列賽   | 國際系列賽 | 混合雙打 | 陳毅權 | 準決賽 |
| 2011年 | 越南羽毛球大獎賽         | 大獎賽     | 混合雙打 | 陳毅權 | 準決賽 |
| 2011年 | 馬來西亞羽毛球國際挑戰賽 | 國際挑戰賽 | 混合雙打 | 陳毅權 | 冠軍   |
| 2012年 | 越南羽毛球大獎賽         | 大獎賽     | 混合雙打 | 陳毅權 | 亞軍   |
| 2013年 | 馬來西亞羽毛球黃金大獎賽 | 黃金大獎賽 | 混合雙打 | 陳毅權 | 亞軍   |
| 2014年 | 奧地利羽毛球國際挑戰賽   | 國際挑戰賽 | 混合雙打 | 陳炳順 | 亞軍   |
| 2014年 | 英聯邦運動會羽毛球比賽   | 其他       | 混合團體 | －     | 金牌   |
| 2014年 | 英聯邦運動會羽毛球比賽   | 其他       | 女子雙打 | 林芸如 | 第四名 |
| 2014年 | 英聯邦運動會羽毛球比賽   | 其他       | 混合雙打 | 陳炳順 | 第四名 |
| 2015年 | 馬來西亞羽毛球大師賽     | 黃金大獎賽 | 混合雙打 | 陳炳順 | 準決賽 |
| 2015年 | 印度羽毛球黃金大獎賽     | 黃金大獎賽 | 混合雙打 | 陳炳順 | 準決賽 |
| 2015年 | 東南亞運動會羽毛球比賽   | 其他       | 女子團體 | －     | 銀牌   |
| 2016年 | 馬來西亞羽毛球大師賽     | 黃金大獎賽 | 混合雙打 | 陈健铭 | 亞軍   |
| 2016年 | 波蘭羽毛球公開賽         | 國際挑戰賽 | 混合雙打 | 陈健铭 | 亞軍   |
| 2016年 | 奧爾良羽毛球國際挑戰賽   | 國際挑戰賽 | 混合雙打 | 陳健銘 | 準決賽 |
| 2016年 | 中華台北羽毛球黃金大獎賽 | 黃金大獎賽 | 混合雙打 | 陳健銘 | 亞軍   |
| 2016年 | 越南羽毛球大獎賽         | 大獎賽     | 混合雙打 | 陳健銘 | 冠軍   |
| 2016年 | 印尼羽毛球大師賽         | 黃金大獎賽 | 混合雙打 | 陳健銘 | 亞軍   |
| 2016年 | 泰國羽毛球黃金大獎賽     | 黃金大獎賽 | 混合雙打 | 陳健銘 | 冠軍   |
| 2016年 | 碧特博格羽毛球黃金大獎賽 | 黃金大獎賽 | 混合雙打 | 陳健銘 | 準決賽 |
| 2016年 | 澳門羽毛球黃金大獎賽     | 黃金大獎賽 | 混合雙打 | 陳健銘 | 準決賽 |
| 2017年 | 馬來西亞羽毛球大師賽     | 黃金大獎賽 | 混合雙打 | 陳健銘 | 冠軍   |
| 2017年 | 德國羽毛球黃金大獎賽     | 黃金大獎賽 | 混合雙打 | 陳健銘 | 準決賽 |
| 2017年 | 新加坡羽毛球超級賽       | 超級賽     | 混合雙打 | 陳健銘 | 準決賽 |
| 2019年 | 馬來西亞羽毛球公開賽     | 超級750賽  | 混合雙打 | 陳健銘 | 準決賽 |
| 2019年 | 新加坡羽毛球公開賽       | 超級500賽  | 混合雙打 | 陳健銘 | 亞軍   |
| 2019年 | 印尼羽毛球公開賽         | 超級1000賽 | 混合雙打 | 陳健銘 | 準決賽 |
| 2019年 | 東南亞運動會羽毛球比賽   | 其他       | 女子團體 | －     | 銅牌   |
| 2019年 | 東南亞運動會羽毛球比賽   | 其他       | 混合雙打 | 陳健銘 | 銅牌   |
| 2020年 | 印度尼西亞羽毛球大師賽   | 超級500賽  | 混合雙打 | 陳健銘 | 準決賽 |
| 2020年 | 泰國羽毛球大師賽         | 超級300賽  | 混合雙打 | 陳健銘 | 準決賽 |
| 2021年 | 瑞士羽毛球公開賽         | 超級300賽  | 混合雙打 | 陳健銘 | 準決賽 |
| 2022年 | 印度羽毛球公開賽         | 超級500賽  | 混合雙打 | 陳健銘 | 準決賽 |
| 2022年 | 瑞士羽毛球公開賽         | 超級300賽  | 混合雙打 | 陳健銘 | 準決賽 |
| 2022年 | 韓國羽毛球公開賽         | 超級500賽  | 混合雙打 | 陳健銘 | 冠軍   |
| 2022年 | 英聯邦運動會羽毛球比賽   | 其他       | 混合團體 | －     | 金牌   |
| 2022年 | 英聯邦運動會羽毛球比賽   | 其他       | 混合雙打 | 陳健銘 | 銅牌   |
| 2022年 | 世界羽聯世界巡迴賽總決賽 | 總決賽     | 混合雙打 | 陳健銘 | 準決賽 |
| 2023年 | 蘇迪曼盃                 | 其他       | 混合團體 | －     | 季軍   |
| 2023年 | 中國羽毛球公開賽         | 超級1000賽 | 混合雙打 | 陳健銘 | 準決賽 |
| 2024年 | 印尼羽毛球公開賽         | 超級1000賽 | 混合雙打 | 陳健銘 | 準決賽 |
| 2024年 | 澳洲羽毛球公開賽         | 超級500賽  | 女子雙打 | 林秋仙 | 亞軍   |
| 2024年 | 澳洲羽毛球公開賽         | 超級500賽  | 混合雙打 | 陳健銘 | 準決賽 |
| 2025年 | 越南羽毛球國際挑戰賽     | 國際挑戰賽 | 混合雙打 | 黃顯維 | 亞軍   |
| 2025年 | 普吉府羽毛球國際系列賽   | 國際系列賽 | 混合雙打 | 黃顯維 | 亞軍   |
| 2025年 | 聖但尼羽毛球公開賽       | 國際挑戰賽 | 混合雙打 | 黃顯維 | 亞軍   |
| 2025年 | 澳門羽毛球公開賽         | 超級300賽  | 混合雙打 | 黃顯維 | 亞軍   |

| 2007-2017年 | 首要超級賽 | 超級賽 | 黃金大獎賽 | 大獎賽 | 國際挑戰賽 | 國際系列賽 | 未來系列賽 | 其他 |

| 2018-2026年 | 總決賽 | 超級1000賽 | 超級750賽 | 超級500賽 | 超級300賽 | 超級100賽 | 國際挑戰賽 | 國際系列賽 | 未來系列賽 | 其他 |

### 奧運會和世錦賽參賽紀錄
|          | 搭檔            | 2013 | 2014 | 2015 | 2016 | 2017 | 2018 | 2019 | 2020 | 2021 | 2022 | 2023 |
| -------- | --------------- | ---- | ---- | ---- | ---- | ---- | ---- | ---- | ---- | ---- | ---- | ---- |
| 混合雙打 | 陳裖荃 / 陳毅權 | 48強 | 32強 | 32強 | －   | －   | －   | －   | －   | －   | －   | －   |
| 混合雙打 | 陳健銘          | －   | －   | －   | －   | 16強 | 32強 | 16強 | －   | 16強 | 8強  | 32強 |